# Betty Compson
Betty Compson (Beaver, Utah, 19 de març de 1897 – Glendale, Califòrnia, 18 d'abril de 1974) fou una actriu estatunidenca. El seu veritable nom era Eleanor Luicime Compson.

## Biografia

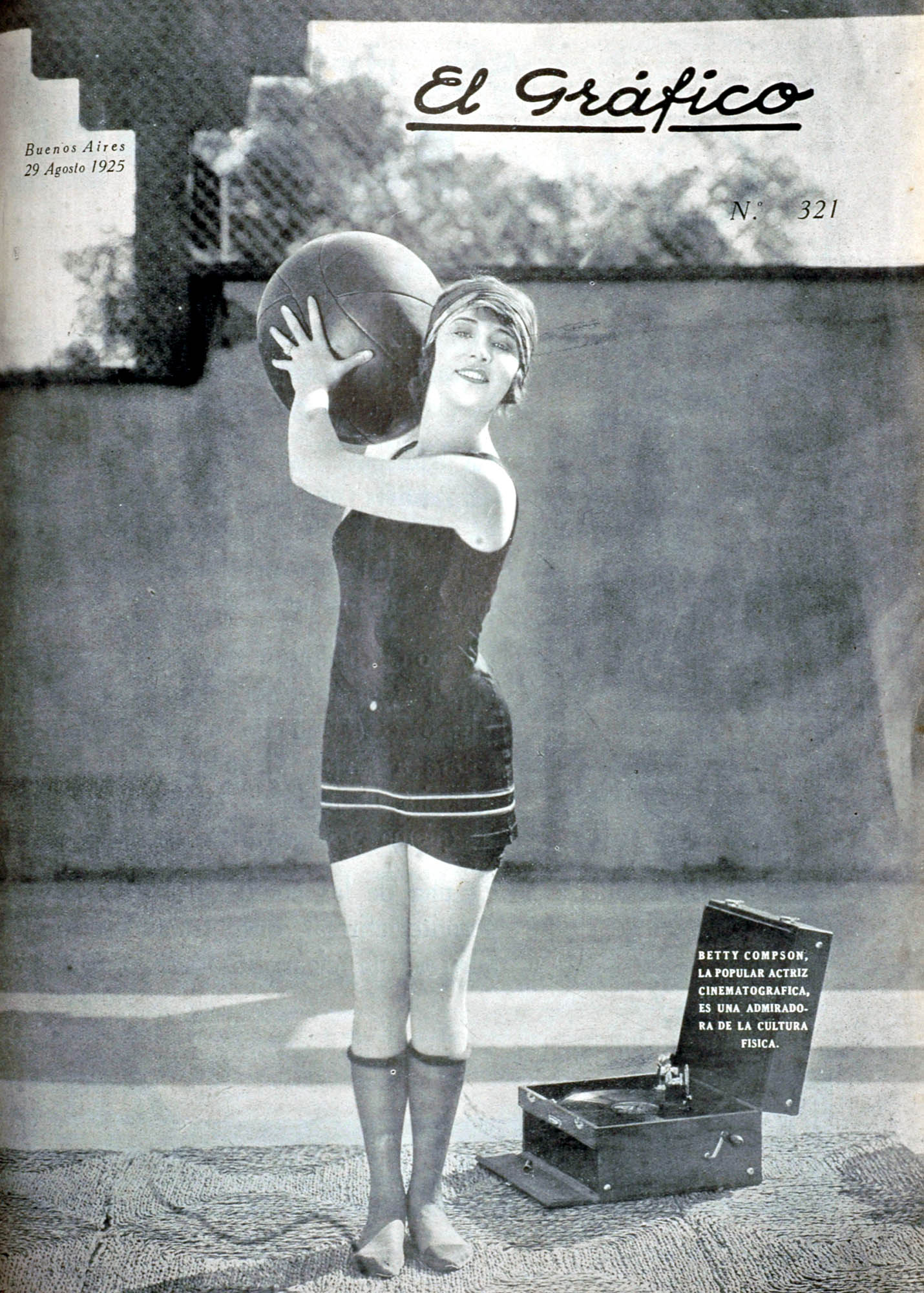
Betty Compson en portada de El Gráfico

Sent jove va morir el seu pare i es va veure forçada a deixar els estudis i treballar. Va obtenir una ocupació com a violinista en un teatre de Salt Lake City (Utah).
Va participar en petites obres de vodevil de gira en circuits.Mentre estava de gira, va ser descoberta pel productor còmic de Hollywood Al Christie i va signar un contracte amb ell. La seva primera pel·lícula fou Wanted, a Leading Lady, al novembre de 1915.
Compson va rodar 25 films l'any 1916, encara que la major part eren curts. Va actuar com Rose en The Miracle Man (1919), dirigida per George Loane Tucker, paper amb el qual va aconseguir la fama.
L'any 1920 va començar a dirigir la seva pròpia companyia. Va treballar a l'estudi Brunton, a Hollywood, i va adquirir tres guions per als seus projectes. La seva primera pel·lícula com a productora va ser Prisoners of Love (1921), en la qual feia el paper de Blanche Davis. L'obra va ser dirigida per Art Rosson.
Compson també va treballar per a la companyia Christie i per Famous Players-Lasky. Després de completar The Woman With Four Faces (1923), va signar un contracte amb una productora de Londres, Anglaterra. Allà va protagonitzar una sèrie de quatre pel·lícules dirigides per Graham Cutts, un conegut cineasta anglès. La primera de les pel·lícules va ser una versió cinematogràfica d'una obra teatral anomenada Woman to Woman (1924).
L'any 1928 va actuar a The Barker, una pel·lícula muda que contenia algunes escenes parlades. Compson va ser nominada a l'Oscar a la millor actriu per la seva interpretació. Un dels seus millors films va ser Docks of New York, notable pel seu fosc ambient visual i superbes interpretacions. L'any 1930 va rodar una versió de The Spoilers, en la qual interpretava el paper que, en la versió de 1942, faria Marlene Dietrich, mentre que el personatge de Gary Cooper seria interpretat en aquesta mateixa versió per John Wayne.
L'última pel·lícula de Compson va ser Here Comes Trouble (1948). Ella es va retirar després d'actuar en aquest film, i es va dedicar, al costat del seu marit, a la direcció d'un negoci anomenat "Ashtrays Unlimited".
Compson es va casar en tres ocasions. Entre 1924 i 1930 va estar casada amb el director James Cruze. Posteriorment es va casar i es va divorciar de Irving Weinberg. El seu tercer marit va ser Silvius Jack Gall, que va morir el 1962.

### Filmografia
- Wanted: A Leading Lady (1915)
- Their Quiet Honeymoon (1915)
- Where the Heather Blooms (1915)
- Love and a Savage (1915)
- Some Chaperone (1915)
- Jed's Trip to the Fair (1916)
- Mingling Spirits (1916)
- Her Steady Carfare (1916)
- A Quiet Supper for Four (1916)
- When the Losers Won (1916)
- Her Friend, the Doctor (1916)
- Cupid Trims His Lordship (1916)
- When Lizzie Disappeared (1916)
- The Deacon's Waterloo (1916)
- Love and Vaccination (1916)
- A Friend, But a Star Boarder (1916)
- The Janitor's Busy Day (1916)
- He Almost Eloped (1916)
- A Leap Year Tangle (1916)
- Eddie's Night Out (1916)
- The Newlyweds' Mix-Up (1916)
- Lem's College Career (1916)
- Potts Bungles Again (1916)
- He's a Devil (1916)
- The Wooing of Aunt Jemima (1916)
- Her Celluloid Hero (1916)
- All Over a Stocking (1916)
- Wanted: A Husband (1916)
- Almost a Widow (1916)
- The Browns See the Fair (1916)
- His Baby (1916)
- Inoculating Hubby (1916)
- Those Primitive Days (1916)
- The Making Over of Mother (1916)
- He Wouldn't Tip (1916)
- That Doggone Baby (1916)
- He Loved the Ladies (1916)
- When Clubs Were Trumps (1916)
- Dad's Masterpiece (1916)
- Nearly a Hero (1916)
- A Brass-Buttoned Romance (1916)
- Her Sun-Kissed Hero (1916)
- Some Kid (1916)
- Sea Nymphs (1916)
- Hist! At Six O'Clock (1916)
- Cupid's Uppercut (1916)
- Lovers and Lunatics (1916)
- Her Crooked Career (1917)
- Her Friend, the Chauffeur (1917)
- Small Change (1917)
- Hubby's Night Out (1917)
- Out for the Coin (1917)
- As Luck Would Have It (1917)
- Sauce for the Goose (1917)
- Suspended Sentence (1917)
- Father's Bright Idea (1917)
- His Last Pill (1917)
- Those Wedding Bells (1917)
- Almost a Scandal (1917)
- A Bold, Bad Knight (1917)
- Five Little Widows (1917)
- Down by the Sea (1917)
- Won in a Cabaret (1917)
- A Smoky Love Affair (1917)
- Crazy by Proxy (1917)
- Betty's Big Idea (1917)
- Almost a Bigamist (1917)
- Love and Locksmiths (1917)
- Nearly a Papa (1917)
- Almost Divorced (1917)
- Betty Wakes Up (1917)
- Their Seaside Tangle (1917)
- Help! Help! Police! (1917)
- Cupid's Camouflage (1917)
- Many a Slip (1918)
- Whose Wife? (1918)
- 'Circumstantial Evidence (1918)
- Here Comes the Groom
- Somebody's Baby
- Betty's Adventure
- Never Surprise Your Wife
- All Dressed Up
- Border Raiders
- The Sheriff (1918)
- Terror of the Range (1919)
- The Prodigal Liar (1919)
- The Light of Victory (1919)
- The Little Diplomat (1919)
- The Devil's Trail (1919)
- The Miracle Man (1919)
- Prisoners of Love (1921)
- For Those We Love (1921)
- At the End of the World (1921)
- Ladies Must Live (1921)
- The Little Minister (1921)
- The Law and the Woman (1922)
- The Green Temptation (1922)
- A Trip to Paramountown (1922)
- Over the Border (1922)
- Always the Woman (1922)
- The Bonded Woman (1922)
- To Have and to Hold (1922)
- Kick In (1922)
- The White Flower (1923)
- The Rustle of Silk (1923)
- The Woman with Four Faces (1923)
- Woman to Woman (1923)
- Hollywood (1923)
- The Royal Oak (1923)
- The Stranger (1924)
- Miami (1924)
- The Prude's Fall (1924)
- The White Shadow (1923)
- The Enemy Sex (1924)
- The Female (1924)
- Ramshackle House (1924)
- The Fast Set (1924)
- The Garden of Weeds (1924)
- Locked Doors (1925)
- New Lives for Old (1925)
- Eve's Secret (1925)
- Beggar on Horseback (1925)
- Paths to Paradise (1925)
- The Pony Express (1925)
- Counsel for the Defense (1925)
- The Palace of Pleasure (1926)
- The Wise Guy (1926)
- The Belle of Broadway (1926)
- The Ladybird (1927)
- Say It with Diamonds (1927)
- Temptations of a Shop Girl (1927)
- Love Me and the World Is Mine (1927)
- Cheating Cheaters (1927)
- The Big City (1928)
- The Desert Bride (1928)
- The Masked Angel (1928)
- Life's Mockery (1928)
- Court-Martial (1928)
- Docks of New York (1928)
- The Barker (1928)
- Scarlet Seas (1928)
- Weary River (1929)
- On with the Show! (1929)
- The Time, the Place and the Girl (1929)
- Street Girl (1929)
- Skin Deep (1929)
- The Great Gabbo (1929)
- Woman to Woman (1929)
- The Show of Shows (1929)
- Blaze o' Glory (1929)
- The Case of Sergeant Grischa (1930)
- Isle of Escape (1930)
- Those Who Dance (1930)
- Czar of Broadway (1930)
- Midnight Mystery (1930)
- Inside the Lines (1930)
- The Spoilers (1930)
- She Got What She Wanted (1930)
- The Boudoir Diplomat (1930)
- The Lady Refuses (1931)
- The Virtuous Husband (1931)
- Three Who Loved (1931)
- The Gay Diplomat (1931)
- Hollywood Halfbacks (1931)
- The Silver Lining (1932)
- Guilty or Not Guilty (1932)
- West of Singapore (1933)
- Destination Unknown (1933)
- Notorious But Nice (1933)
- No Sleep on the Deep (1934)
- Manhattan Butterfly (1935)
- False Pretenses (1935)
- August Weekend (1936)
- Laughing Irish Eyes (1936)
- The Millionaire Kid (1936)
- The Drag-Net (1936)
- Hollywood Boulevard (1936)
- Bulldog Edition (1936)
- Killer at Large (1936)
- Two Minutes to Play (1936)
- Circus Girl (1937)
- God's Country and the Man (1937)
- Federal Bullets (1937)
- Blondes at Work (1938)
- Port of Missing Girls (1938)
- A Slight Case of Murder (1938)
- Torchy Blane in Panama (1938)
- Two Gun Justice (1938)
- The Beloved Brat (1938)
- Religious Racketeers (1938)
- Under the Big Top (1938)
- Hotel Imperial (1939)
- News Is Made at Night (1939)
- Cowboys from Texas (1939)
- Cafe Hostess (1940)
- Strange Cargo (1940)
- Mad Youth (1940)
- Laughing at Danger (1940)
- The Watchman Takes a Wife (1941)
- Matrimoni original (1941)
- Roar of the Press (1941)
- Invisible Ghost (1941)
- Zis Boom Bah (1941)
- Escort Girl (1941)
- Danger! Women at Work (1943)
- Claudia and David (1946)
- Her Adventurous Night (1946)
- Hard Boiled Mahoney (1947)
- Second Chance (1947)
- Here Comes Trouble (1948)

Betty Compson va morir l'any 1974, a causa d'un atac cardíac, al seu domicili de Glendale (Califòrnia). Tenia 77 anys. Va ser enterrada en el cementiri Sant Fernando Mission a San Fernando (Califòrnia).

## Reconeixements
Per les seves contribucions a la indústria cinematogràfica, Compson té una estrella al Hollywood Walk of Fame al 1751 Vine Street.